# C'est papa qui prend la purge
Pour plus de détails, voir Fiche technique et Distribution.
C'est papa qui prend la purge est un film muet français de court métrage réalisé par Louis Feuillade, sorti en 1907.

## Fiche technique
- Titre original : C'est papa qui prend la purge
- Titre alternatif : Le Jour de la purge
- Réalisateur : Louis Feuillade
- Producteur :
- Société de production : Pathé Frères
- Société de distribution : Pathé Frères
- Pays de production :  France
- Langue : film muet avec les intertitres en français
- Métrage : 90 mètres
- Format : Noir et blanc — 35 mm — 1,33:1 — Muet
- Genre : Comédie
- Durée : 3 minutes
- Dates de sortie : 
  - France : 17 janvier 1907
  - Colombie : 10 septembre 1907

## Distribution
- Max Linder : l'amoureux sur le banc